# Hyman Spotnitz
Hyman Spotnitz (* 29. September 1908 in Boston, Massachusetts; † 18. April 2008) war ein US-amerikanischer Psychoanalytiker, Psychiater und Psychiatrieforscher, der als Wegbereiter der analytischen Arbeit mit Schizophrenen gilt. In den 1950er Jahren entwickelte er die sogenannte Moderne Psychoanalyse. Außerdem war er einer der Pioniere der Gruppenpsychotherapie.

## Lebensstationen
Als ältestes von fünf Kindern einer Immigrantenfamilie in Boston geboren, wuchs er im North End von Boston auf, besuchte öffentliche Schulen und absolvierte das Harvard College. 1934  schloss er sein Medizinstudium an der Friedrich-Wilhelms-Universität in Berlin ab. Er setzte seine medizinische Ausbildung an der Columbia University in New York fort und erhielt 1939 ein Medical Science Degree in Neurologie. Seine Qualifikation wurde 1941 vom American Board of Psychiatry and Neurology zertifiziert.  Eine erste Arbeit über Schizophrenie konnte er durchführen, während er als Psychiater für den Jewish Board of Guardians in New York City arbeitete. Zu dieser Zeit dachten die meisten Psychoanalytiker, dass Schizophrenie nicht behandelbar und nicht heilbar wäre. Auch war Gruppenpsychotherapie in den dreißiger Jahren nicht gerade populär. Spotnitz' Ansatz galt als kontroversiell, daher verließ er das New York Psychoanalytic Institute und entwickelte seine eigene Theorie.
Hyman Spotnitz heiratete Miriam Berkman, die er seit seiner Kindheit kannte. Seine Frau starb 1977, das Paar hatte drei Söhne.

## Publikationen
- Messende Untersuchungen über Sehferne. Berlin, Med. Diss. 1934
- The Couch and The Circle: A Story of Group Psychotherapy, Alfred A. Knopf, Inc., 1961, ISBN 978-0-9703923-6-7
- Modern Psychoanalysis of the Schizophrenic Patient: Theory of The Technique, Grune & Stratton 1969, YBK Publishers 2004, ISBN 0-9703923-6-2
- Treatment of the Narcissistic Neuroses, gemeinsam mit Phyllis W. Meadow, Jason Aronson, 1976, 1995, ISBN 978-1-56821-416-0
- Psychotherapy of Preoedipal Conditions: Schizophrenia and Severe Character Disorders, Jason Aronson, 1976, 1995, ISBN 978-1-56821-633-1
- Just Say Everything: A Festschrift in Honor of Hyman Spotnitz, by Sara Sheftel, Assn for Modern Psychoanalysis, 1991, ISBN 978-0-9624534-0-3